# موريس جون دينغكام
موريس جون دينغكام (بالإنجليزية: Maurice John Dingman)‏ هو كاهن كاثوليكي أمريكي، ولد في 20 يناير 1914 في سانت بول في الولايات المتحدة، وتوفي في 1 فبراير 1992 في دي موين في الولايات المتحدة.